# Cymodocea rotundata
Cỏ kiệu tròn (Cymodocea rotundata) là một loài thực vật có hoa trong họ Cymodoceaceae. Loài này được Asch. & Schweinf. mô tả khoa học đầu tiên năm 1870.